# Мусаханов, Мирзамахмуд Мирзарахманович
Мирзамахмуд Мирзарахманович Мусаханов (узб. Mirzamahmud Mirzarahmonovich Musaxonov; 9 (22) октября 1912, Ташкент, Ташкентский уезд, Сырдарьинская область, Туркестанский край, Российская империя — 5 января 1995, Ташкент, Узбекистан) — советский узбекский государственный и партийный деятель.

## Биография
Родился 9(22) октября 1912 года в Ташкенте (по другим данным — в Фергане). Его отец — Мирзарахман Мусаханов (родом из Ферганы) принадлежал к числу первых революционеров и в 1923—24 годах был Народным комиссаром внутренних дел Туркестанской ССР.
После окончания в 1937 году Московского текстильного института работал на предприятиях текстильной промышленности Узбекской ССР. Так, на Ферганском текстильном комбинате прошёл путь от сменного мастера до директора предприятия. В 1943 году вступил в ВКП(б)/КПСС.
В 1948—1951 годах — первый заместитель Министра, а 1951—1953 годах — Министр пищевой и лёгкой промышленности Узбекской ССР. В 1953—1955 годах — в Аппарате Совета Министров Узбекской ССР. В 1955—1956 годах — секретарь Ташкентского обкома Компартии Узбекистана. В 1956—1957 годах — председатель Госплана Узбекской ССР. В 1957—1958 годах — заместитель Председателя Совета Министров Узбекской ССР. В 1958 году — вновь секретарь Ташкентского обкома Компартии Узбекистана.
В 1958—1959 годах — председатель Узбекского республиканского Совета профсоюзов. В 1959—1961 годах — секретарь Всесоюзного центрального совета профессиональных союзов.
С 30 мая 1961 по 22 марта 1963 года — Председатель Верховного Совета Узбекской ССР. В 1962—1965 годах — председатель Комитета партийно-государственного контроля ЦК КП Узбекистана и Совета Министров Узбекской ССР, одновременно заместитель Председателя Совета Министров Узбекской ССР. С декабря 1965 по январь 1970 года — первый заместитель Председателя Совета Министров Узбекской ССР.
С января 1970 по 22 января 1985 года — первый секретарь Ташкентского обкома Компартии Узбекистана.
Член ЦК КПСС в 1976—1986 годах, кандидат в члены ЦК КПСС в 1961—1976 годах. Депутат Совета Союза Верховного Совета СССР 7—11 созывов (1966—1989) от Ташкентской области.
Указом Президиума Верховного Совета СССР от 25 декабря 1976 года за выдающиеся успехи, достигнутые во Всесоюзном социалистическом соревновании, проявленную трудовую доблесть в выполнении планов и социалистических обязательств по увеличению производства и продажи государству хлопка, зерна и других сельскохозяйственных продуктов в 1976 году Мусаханову Мирзамахмуду Мирзарахмановичу присвоено звание Героя Социалистического Труда с вручением ордена Ленина и золотой медали «Серп и Молот».
С января 1985 года — на пенсии.
Проходил по так называемому «хлопковому делу», 20.08.1987 был арестован группой Гдляна-Иванова и осуждён приговором Верховного Суда Таджикской ССР от 02.02.1990 к шести годам лишения свободы. Этот же суд своим постановлением 4-18-92 от 24.04.1992 признал его осуждение незаконным и постановил прекратить дело и отменить приговор за недоказанностью вины. Был затем освобождён. Указом Президента СССР от 16 июля 1991 года лишён всех государственных наград, включая звание Героя Социалистического Труда.
Жил в Ташкенте. Скончался 5 января 1995 года. Похоронен в Ташкенте.